# Asociación Berciana da Lingua Xarmenta
L'Asociación Berciana da Lingua Xarmenta és una associació cultural berciana que té per objectiu la defensa, protecció i divulgació de la llengua gallega que es parla a El Bierzo.

## Trajectòria
Fou fundada l'any 2005 per alumnat i professorat de gallec del Bierzo als quals se'ls van sumar membres d'altres associacions i professions, el seu nom fa referència a la cultura vitivinícola del Bierzo, ja que xarmenta, vocable tradicional de la llengua gallega del Bierzo es pot traduir pel conjunt de sarments de la vinya. El seu portaveu és Manuel Maña González.
Entre 2005 i 2008 han fet lliurament del Premi Xarmenta a persones, associacions o institucions que s'hagin destacat per la seva defensa de la llengua gallega al Bierzo. Aquest premi se sol lliurar en una multitudinària gala musical en el Teatre Bergidum de Ponferrada.
També lliuren el Premi Literari Poeta Antonio Fernández Morales, en col·laboració amb l'Ajuntament de Cacabelos en el qual participen escolars i autors en gallec; el Premi Xarmenta de Dibuix destinat a escolars bercianos que segueixen el programa de llengua gallega i el Certame Artístic Literari Vagalume, en col·laboració amb Vagalume-Valdeorras.
Des de 2006 editen en gallec una revista anomenada Xarmenta. Revista da Asociación Berciana da Lingua Xarmenta